# Stendardo personale della regina Elisabetta II

Lo Stendardo personale di Elisabetta II.

L'emblema personale di Elisabetta II.

Lo stendardo della regina Elisabetta II era il suo personale vessillo identificativo ed la bandiera che l'ha rappresentata nel suo ruolo di Capo del Commonwealth.

## Descrizione

Lo stendardo in forma quadrata.

Lo stendardo è composto dalla lettera "E" (di Elisabetta) dorata e coronata, circondata da una ghirlanda di rose e foglie, anch'essa d'oro, il tutto su sfondo blu.
L'emblema di Elisabetta II era presente sullo Stendardo Reale di Canada, Australia, Nuova Zelanda e Giamaica.

## Storia
Lo Stendardo venne commissionato dalla regina Elisabetta II del Regno Unito nel dicembre del 1960 e venne utilizzato per la prima volta nel 1961, durante una sua visita ufficiale in India.
Nel corso del tempo, la bandiera ha iniziato ad essere utilizzata al posto dello Stendardo Reale quando Elisabetta II visitava paesi del Commonwealth in cui non era Capo di Stato e reami del Commonwealth dove aveva non un Stendardo specifico, e durante cerimonie, riunioni e occasioni legate al Commonwealth, che si svolgono nel Regno Unito. Quando Elisabetta II era in visita a Marlborough House a Londra, sede del Segretariato del Commonwealth, veniva issata la sua bandiera personale e non il Royal Standard.
La bandiera è caduta in disuso dopo la morte della regina, avvenuta l'8 settembre 2022.